# Tatosoma topia
Tatosoma topia är en fjärilsart som beskrevs av Edward Meyrick 1917. Tatosoma topia ingår i släktet Tatosoma och familjen mätare. Inga underarter finns listade i Catalogue of Life.